# Philoliche haroldi
Philoliche haroldi är en tvåvingeart som beskrevs av Chvala 1969. Philoliche haroldi ingår i släktet Philoliche och familjen bromsar.
Artens utbredningsområde är Nepal. Inga underarter finns listade i Catalogue of Life.